# キン肉マン コロシアムデスマッチ
『キン肉マン コロシアムデスマッチ』は、バンダイから発売されたゲームソフトである。1985年にMSX用のアクションゲームとして発売された。ゆでたまごの漫画作品『キン肉マン』を題材としている。

## 概要
『キン肉マン』に登場する3人の超人がキン肉マンに戦いを挑んでくる格闘アクションゲーム。攻撃や必殺技によって相手のゲージを奪い、先に相手のゲージを0にした方が勝ちとなる。シングルマッチで、3人目を倒すと1人目に戻るという、無限ループのゲームである。なお、1人用ゲームのため2人対戦することはできない。

## 登場キャラクター
キン肉マン
主人公。操作キャラクター。コスチュームは上半身裸に青のロングタイツ姿。
サンシャイン
1ステージ目の相手。地獄のピラミッドやフライングボディアタックで攻撃してくる。
アシュラマン
2ステージ目の相手。竜巻地獄やアシュラバスターで攻撃してくる。キン肉バスター返しをしてくることもある。
バッファローマン
3ステージ目の相手。ハリケーンミキサーやデビルシャークで攻撃、キン肉バスター返しをしてくることもある。倒すとサンシャイン戦に戻る。

## 操作
- 左右移動

左右キー。
- ジャンプ

上キー。
- 斜めジャンプ（ジャンピングニーアタックの様なもの）

斜め上キー。
- しゃがみ

下キー。
- パンチ

Aボタン。
- ドロップキック

上キー+Aボタンまたは、上キーの後Aボタン。
ハリケーンミキサーをドロップキックで返すことが可能。
- ボディースラム

相手の近くで下キー+Aボタンまたは下キーの後Aボタン。
- パイルドライバー

斜めジャンプ中にAボタンで姿勢が変わり、そのまま相手に接触すると使用できる。最初から斜め上キーとAボタンを押しっぱなしにして、相手と接触しても出る。また、画面端に向けてジャンプしながらAボタンを押しても、相手に跳びかかってパイルドライバーになる。
- キン肉バスター

空中に赤いミート君が出現することがあり、それを取った後に相手の近くで下キー+Aボタンまたは下キーの後Aボタン。
ミート君を2つ取った後、上記コマンドボタンを押しっぱなしで2連続キン肉バスターが可能。ただしダメージは1回分。